# Hesperantha minima
Hesperantha minima är en irisväxtart som först beskrevs av John Gilbert Baker, och fick sitt nu gällande namn av Robert Crichton Foster. Hesperantha minima ingår i släktet Hesperantha och familjen irisväxter. Inga underarter finns listade i Catalogue of Life.